# الجبوب (إب)

تعديل مصدري - تعديل

الجبوب محلة تابعة لقرية السعدية، التابعة لعزلة الحوج القبلي بمديرية إب إحدى مديريات محافظة إب في الجمهورية اليمنية.، بلغ تعداد سكانها 112 حسب تعداد اليمن لعام 2004.